# مدينة زويل للعلوم والتكنولوجيا
مدينة زويل للعلوم والتكنولوجيا هو مشروع مبادر لتطوير العلم والتعليم في مصر وسميت باسم العالم المصري الراحل أحمد زويل الحائز على جائزة نوبل للكيمياء عام 1999 م، وهي مؤسسة تتمتع بالاستقلالية التامة ويتم تمويلها عبر التبرعات من الهيئات والأشخاص. تم بناء المشروع في مدينة حدائق أكتوبر على مساحة 270 فدان وذلك بعد حصوله على موافقة من رئيس الوزراء عصام شرف.

## تاريخ المدينة
مدينة زويل للعلوم والتكنولوجيا هي مؤسسة تعليمية بحثية ابتكارية مستقلة وغير هادفة للربح. وقد نشأ مفهوم هذه المدينة عام 1999 وتم وضع حجر الأساس يوم 1 يناير 2000. وبعد العديد من المعوقات في تأسيسها، قامت ثورة 25 يناير عام 2011 ببث روح جديدة بالمشروع من خلال قرار وزاري لإعادة إحيائه يوم 11 مايو 2011. قامت رئاسة الوزراء بتسمية المشروع مدينة زويل للعلوم والتكنولوجيا ووصفته بـ «مشروع مصر القومي للنهضة العلمية». وفي 20 ديسمبر 2012، تم منح المدينة قانون خاص يسمح للطلاب بالتقديم للدراسة بجامعة العلوم والتكنولوجيا بمدينة زويل.
في عام 2014، صدر قرار جمهوري بتخصيص 200 فدان لبناء المقر الجديد لمدينة زويل في منطقة حدائق أكتوبر بمدينة السادس من أكتوبر. وقد كُلَّفَت الهيئةَ الهندسية للقوات المسلحة بأعمال بناء وتشييد الموقع الجديد للمدينة. وتعمل حاليا المدينة بكامل طاقتها علي المشروعات البحثية والتعليم.

## جامعة العلوم والتكنولوجيا
جامعة العلوم والتكنولوجيا هي مؤسسة تعليمية تقوم بتدريب نخبة من الطلاب، منتقاة بعناية، على أحدث العلوم الأساسية والهندسية لمنحهم فرص للمشاركة العملية في البحث العلمي. يجب ألا يتجاوز عدد الطلاب - في الجامعة ككل - عن خمسة آلاف طالب في السنة. وأي زيادة عن هذا الحد تتطلب موافقة المجلس الاستشاري الأعلى بالإجماع. وقد تم تجهيز الجامعة بأحدث المعدات والمعامل.
كما يتمتع الحرم الجامعي بالاكتفاء الذاتي بوجود بيئة علمية فعلية تعمل على تشجيع تبادل الفكر والحوار العلمي. ونظراً لوضع الجامعة، باعتبارها مؤسسة مستقلة غير هادفة للربح، فإنها تسترشد بسياسات قائمة على قبول الطلاب على أساس الجدارة العلمية مع تقديم المنح الدراسية للطلاب ذوي الإمكانيات المحدودة. وتعتزم الجامعة على الحفاظ على ثقافتنا وقيمنا السائدة، فيما تقوم باستشراف آفاق المستقبل حول العالم.

### البرامج الدراسية للبكالوريوس

#### هندسة الطيران والفضاء
برنامج هندسة الطيران والفضاء يهدف إلى تزويد الخريجين بـ:
- المعرفة والقدرة على تطبيق المفاهيم الرياضية والفيزيائية في حلول المشاكل الهندسية.
- القدرة على تصميم وإنشاء أنظمة للطيران والفضاء في نطاق المشاريع المتكاملة.
- المهارات اللازمة للعمل بفعالية وكفاءة كفرد وكجزء من فريق عمل.
- مهارات التفكير العلمي والتعلم المستمر.
- المعرفة بالتقنيات الحالية بالإضافة إلى معرفة التطورات المستقبلية في المجالات التقنية التي تحتاج إلى مهندسين الطيران.

#### هندسة الاتصالات والمعلومات
برنامج هندسة الاتصالات والمعلومات بمدينة زويل سوف ينشئ بيئة أكاديمية تساهم بدورها في دفع خريجي البرنامج إلى السعي بكل عزم وقوة نحو اختياراتهم، ومواهبهم، والمعرفة اللازمة للحصول على الأهداف التالية في فترة تقدر بثلاث إلى خمس سنوات من تاريخ التخرج من خلال:
- الحصول على نطاق متنوع من الوظائف كمهندسين في مجال تقنيات الاتصالات والمعلومات والمجالات المقاربة.
- الحصول على درجات أكاديمية متقدمة بعد مرحلة البكالوريوس في برامج دراسية محلية وعالمية في مجال هندسة الاتصالات والمعلومات والمجالات المتعددة التخصصات لكي يصبح الخريجين قادة فكر وباحثين وأساتذة معلمين.
- اكتساب مهارات التعلم والابتكار على مدى الحياة لمواكبة التغييرات الاقتصادية والتقنية في القرن الواحد والعشرين.
- السعى للحصول على مناصب ريادية وقيادية في مجال هندسة الاتصالات والمعلومات والمجالات المتعلقة بها.

#### الهندسة البيئية
يركز برنامج الهندسة البيئية على تطبيق مبادئ الهندسة؛ لتحسين نوعية البيئة، والتكيف بسرعة مع احتياجات السوق. وتلتزم مدينة زويل بتعزيز ممارسات الصناعة المحلية والممارَسات المجتمعية المرتبطة بالبيئة. ويشجع البرنامج أيضًا على التوافق مع الأنظمة البيئية الحكومية.
ومهمة البرنامج هي تثقيف وتدريب الطلاب القادرين على تطوير حلول هندسية للمشكلات البيئية. في نهاية البرنامج، سوف يتمكن الطلاب من تعزيز جميع جوانب الاستدامة البيئية، بما في ذلك الهواء، والماء، والتربة، وغيرها من القضايا البيئية، مثل التخفيف من المخاطر الناجمة عن الأخطار الطبيعية. وإضافة إلى ذلك، يجب على طلابنا رَصْد وفَهْم عواقب الأنشطة البشرية على البيئة، مع الأخذ بعين الاعتبار الآثار الأخلاقية المترتبة على الحلول المقترَحة.
يؤسس المنهج الدراسي لتخصص الهندسة البيئية طلابه من خلال التركيز على جوهر المباديء العلمية ذات الصلة بالهندسة البيئية. بناءًا على هذا الأساس، فإن الطلاب يكتسبون مهارات قوية في مجال التصميم الهندسي. ويتميز تخصص الهندسة البيئية بمدينة زويل بالجمع بين الطرق المختلفة لمعالجة المشاكل البيئية، حيث يتمكن الطلاب بنهاية سنوات دراستهم من دمج جميع المعلومات التي حصلوا عليها من خلال المناهج المُدَرَّسة المختلفة واستخدامها لحل تلك المشاكل.

#### هندسة تكنولوجيا النانو
برنامج هندسة تكنولوجيا النانو هو برنامج متعدد التخصصات، يتقاسم أساسًا مشتركًا مع جميع البرامج المقدَّمة في جامعة العلوم والتكنولوجيا خلال السنة الأولى. يضمن هذا الأساس أن يتقن جميع الطلاب العلوم الأساسية تمامًا.
وطلاب هندسة تكنولوجيا النانو مدعوُّون أيضًا لدراسة علوم المواد.
وبدءًا من السنة الثالثة، سوف يركز الطلاب على مجالات محددة من تكنولوجيا النانو، مثل إلكترونيات النانو، وبصريات النانو، وأنظمة النانو، وإنشاءات النانو. وقد تم اختيار هذه التخصصات الفرعية بعناية، لتتماشى مع أنشطة معهد علم النانو ونظم المعلومات (INI). وخلال السنة الثالثة، ستغطي جميع التخصصات الفرعية ـ بشكل كامل ـ الخلفية الأساسية لتكنولوجيا النانو، بما في ذلك تقنيات ابتكارات النانو، وتوصيف المواد، وتحليل العناصر المحدودة، وميكانيكا الكم.
وخلال السنتين الرابعة والخامسة، يدرس الطلاب برامج متخصصة وفقًا لنظامهم الدراسي. وسوف يسمح للطلاب باستخدام المعامل المتقدمة بمعهد علوم النانو ونظم المعلومات (INI). ووفقًا لذلك، سوف يكتسب الطلاب خبرة بحثية فريدة من نوعها في مجال تخصصهم.

#### هندسة الطاقة المتجددة
برنامج تخصُّص الطاقة المتجددة هو برنامج مدته خمس سنوات، يهدف إلى تزويد الخريجين بالمعرفة المتقدمة عن أحدث التقنيات لتوليد الطاقة الخضراء. وتشمل هذه التقنيات الخلايا الشمسية، وطاقة الرياح، والوقود الحيوي، والكتلة الحيوية، والغاز الطبيعي.
خلال السنتين الأولى والثانية من الدراسة، يتم تزويد الطلاب بأساس قوي في مجال العلوم الأساسية. وإضافة إلى ذلك.. يتيح البرنامج للطلاب دورات متعددة التخصصات، تهدف إلى توسيع خلفيتهم في علم المواد، وتقنيات التصنيع النانوية والدقيقة، وفيزياء الحالة الصلبة، وتصميم الدوائر الكهربائية. وهذه الدورات جميعها توفر أساسًا نظريًّا قويًّا، يتيح للطلاب تصميم وابتكار أساليب جديدة لتوليد طاقة فعّالة ونظيفة.
وقد صُمِّمت جميع الدورات لتكون ذات مكوِّن عملي (مختبري). ويتم اختيار مشروعات التخرج من حالات عملية، يمكن تطويرها باستخدام المرافق والتسهيلات المتطورة المتوفرة في مراكز الأبحاث بمدينة زويل. ووفقًا لذلك، يكون جميع الخريجين مؤهَّلين بشكل يمكِّنهم من تطوير تقنيات جديدة لتوليد الطاقة، مما يؤدي إلى فتح آفاق جديدة للصناعة في مصر والعالم.

#### العلوم الطبية الحيوية
سوف يكون بإمكان خريج برنامج العلوم الطبية الحيوية في خلال سنوات قليلة من تاريخ التخرج أن:
- يوظف المعرفة الأساسية ببعض المحالات الطبية الحيوية من خلال التعليم المبني على البحث العلمي في مواكبة وموافاة متطلبات سوق العمل المتغيرة في مجال العلوم الطبية.
- يطبق المهارات والمعارف المكتسبة من التعليم المبني على البحث العلمي في الوظائف الأكاديمية التي تسعي إلى اكتشاف ونشر معارف جديدة في مجال العلوم الطبية الحيوية.
- يطبق حلول خلاقة وتحليلية للمشاكل المتعلقة بالصحة والمجالات الطبية في المجتمع والصناعة.
- يطبق أسلوب التخصصات البينية للمشاكل المعقدة في تصميم الأدوية والعلاجات الخلوية والأمراض المعدية. ويطبق أيضا الأساليب الحوسبية للمشاكل المتعلقة بالصحة والمعامل العلاجية والشركات الناشئة في مجال الطب الحيوي.

#### علوم المواد
الأهداف التعليمية لبرنامج علوم المواد مشتقة من رؤية وأهداف مدينة زويل للعلوم والتكنولوجيا. هذه الأهداف التعليمية متعلقة بالإنجازات المهنية المرغوبة من الخريجين في خلال مدة تتراوح من ثلاث إلى خمس سنوات من تاريخ التخرج. في خلال بضع سنين من التخرج من هذا البرنامج، سيكون الخريج قد:
- حصل على وظيفة في مجال أكاديمي أو حكومي أو وظيفة في الصناعة في إحدي مجالات علوم المواد على نطاق واسع والتي تتراوح من تصنيع المواد وتشخيصها إلى استخداماتها.
- أفاد المجتمع من خلال تحليل وتصميم حلول مستدامة للمشاكل المتعلقة بالمواد المستخدمة في مجالات الطاقة ومكافحة التلوث.
- نجح في المساهمة الفعالة في احد مجالات علوم المواد وإنشاء تعاونات مع المؤسسات الأكاديمية الدولية.
- شارك في تطوير أبحاث في مجال علوم المواد في النواحي النظرية والتجريبية.
- شارك وبني علاقات عمل قوية من خلال العمل بنجاح في فرق العمل البينية متنوعة المجالات وشارك أيضا في التواصل مع مجموعات متنوعة من عناصر المجتمع.

## مجلس الأمناء
صرح الدكتور زويل بأسماء بعض أعضاء مجلس الأمناء منهم:
- أ.د. «محمد غنيم»، من أشهر جراحى الكلى في مصر والعالم، والحائز على جائزة الدولة التشجيعية في العلوم الطبية عام 1987.
- أ.د."مصطفى السيد"، أستاذ الكيمياء بجامعة «جورجيا» الأمريكية للتكنولوجيا، والحائز على جائزة «فيصل» العالمية للعلوم عام 1990.
- أ.د. «إدوارد ستولبر»، رئيس معهد كاليفورنيا التكنولوجيا الأمريكي (كالتك)، والذي أعلن أكثر من مرة فخره بالعالم الكبير، ويعمل «زويل» معه في المعهد، كأستاذ لعلوم الكيمياء والليزر.
- أ.د «شارلز فيست»، رئيس معهد «ماستشوتس»، الذي يعتبر المكان الأول والأرقى في العالم لتدريس العلوم الهندسية والتطبيقية، وملتقى لكبار العلماء والباحثين في العالم في مجال التكنولوجيا.
- الاقتصادى محمد العريان، الرئيس التنفيذى لشركة بيمكو، والذي قدم تبرعاً كبيراً بالفعل للمدينة.
- الجراح د. مجدى يعقوب.

## وصلات خارجية
- الموقع الرسمي لمدينة زويل للعلوم والتكنولوجيا.